# Rifugio Alto Matanna
L'Albergo Rifugio Alto Matanna, meglio noto come rifugio Alto Matanna, è un rifugio situato nel comune di Stazzema (LU), nei pressi della vetta del Monte Matanna, nelle Alpi Apuane, a 1.040 m s.l.m.

## Storia
Il 10 gennaio 1894 fu inaugurato il Rifugio-Osteria ai prati di Pian d’Orsina della Stazione Alpina di Lucca, affiliata alla Sezione di Firenze. 
Il rifugio era gestito dalla famiglia Barsi ideatrice anche, nel 1910, della famosa funicolare aerostatica che da Grotta all’Onda portava alla Foce del Pallone.
Il 27 maggio 1923 qui fu fondata la sezione lucchese del CAI.
Passò in seguito alla famiglia Rossi e poi al comune di Pietrasanta che lo utilizzò come colonia estiva per bambini. Infine, nel 2008, fu venduto a privati.

## Accessi
L'accesso avviene tramite strada carrozzabile da Pascoso e Foce del Bucine. 

## Ascensioni
- Monte Matanna - 1.317 m s.l.m., 1 ora
- Monte Nona - 1.217 m s.l.m., 1 ora e 30 minuti